# باقر سماكة
باقر محمد محمود سماكة الربيعي (1924 - 1994) شاعر وأستاذ جامعي عراقي. ولد في الحلة في محافظة بابل. حصل على دكتوراه في الأدب الأندلسي من الجامعات الإسبانية. درّس في جامعة بغداد، وعدد من الجامعات العربيّة. نظم الشعر منذ بداية شبابه وأصدر ثلاثة دواوين شعرية نسمات الفيحاء وهل تذكرين وأسرار. اهتم بأدب الأطفال وتميز فيه ويعد من أحد أهم كتاب أدب الطفل العراقيين؛ وهو صاحب النشيد الطفولي الشهير البلبل الفتان يطير في البستان وله ديوان البلبل للأطفال. من مؤلفاته في الأدب والنقد التجديد في الأدب الأندلسي ودراسات في الأدب العبّاسي. توفي في بغداد.

## سيرته
ولد باقر بن محمد بن محمود الشهير بسماكة الحلي الربيعي، في الحلة بمحافظة بابل سنة 1924 م / 1343 هـ أو يقال 1929. درس شيئاً من معارف اللغة العربية على والده وبعد أن أكمل بعض المراحل الدراسية الرسمية، توجه إلى بيروت في 1946 فحصل على البكلوريوس في الأدب العربي ثم عاد إلى العراق وأصبح مدرسا في ثانوية الحلة للبنين ثم سافر عام 1955 إلى إسبانيا وأكمل دراسته العلمية في الجامعات الإسبانية فنال الماجستير من جامعة مدريد (أو يقال جامعة برشلونة) في الأدب العربي ثم الدكتوراه في الأدب الأندلسي من الجامعة نفسها عام 1958 م. بعد عودته وأصبح أستاذا في جامعة بغداد كلية التربية (معهد اللغات العالي) واختص بتدريس الإسبانية إضافة لتدريسه للعربية ومارس التدريس في كثير من الجامعات والكليات العربية وأشرف على العديد من الرسائل الجامعية وأسهم في مناقشتها. عيّن أميناً لمكتبة معارف الحلة وعمل في الصحافة وأصدر جريدة الفرات الحلية سنة 1941 التي أغلقت في 1941. انتخب أكثر من مرة لعضوية الهيئة الإدارية لاتحاد الأدباء العراقيين وهو من المؤسسين له سنة 1959. أسهم بتمثيل العراق شعراً في مهرجانات عالمية، منها مهرجان ابن سينا والرصفاة. بعد حركة 8 شباط 1963 فصل من وظيفته.
توفي باقر سماكة عام 1994 / 1415 هـ في بغداد.
في عام 2008 بادرت هيئة الترات والتحديث في محافظة بابل بوضع اسمه على الشارع المحاذي لكورنيش الحلة الذي أصبح متنزها لتجمعات الأطفال وعائلاتهم أيام الأعياد والعطل الرسمية.

## شعره
نظم الشعر منذ بداية شبابه وأصدر ثلاثة دواوين شعرية. تميّز بعروبته واتجاهاته الإسلامية الوحدوية. واهتم بشعر الأطفال وهو صاحب النشيد الطفولي البلبل الفتان يطير في البستان الذي كان يؤديه طلاب المدارس الابتدائية العراقية في خمسينات القرن العشرين.

## مؤلفاته
- نسمات الفيحاء، ديوان شعري، 1940.
- هل تذكرين، ديوان شعري، 1980.
- أسرار، ديوان شعري، 1963.
- البلبل، ديوان شعري للأطفال، 1981.
- التجديد في الأدب الأندلسي
- دراسات في الأدب العباسي
- من حصاد الثورة، 1959.
- مهرجان الرصافي، 1959.

نشرّ له بحوث ودراسات كثيرة في مجلة الاقلام العراقية والأديب اللبنانية وغيرهما وترجمت مختارات من شعره إلى بعض اللغات الأجنبية.

## وصلات خارجية
- باقر سماكة في «أرشيف المجلات»